# Studienförderwerk Klaus Murmann

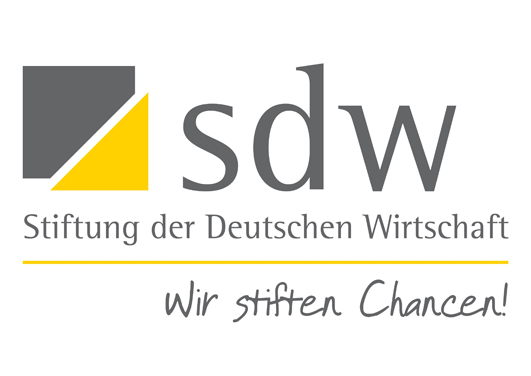
Logo der Stiftung der Deutschen Wirtschaft

Das Studienförderwerk Klaus Murmann ist eine nicht-selbstständige Sub-Stiftung der Stiftung der Deutschen Wirtschaft (sdw; engl. Foundation of German Business) mit Sitz in Berlin. Es ist als eines der bundesdeutschen Begabtenförderungswerke durch das Bundesministerium für Bildung und Forschung anerkannt.
Sie ist nach dem ehemaligen Arbeitgeberpräsidenten und Vorstandsvorsitzenden der Stiftung, Klaus Murmann, benannt und wendet sich an leistungsstarke, gesellschaftlich engagierte und begabte Studierende und Promovierende aller Fachrichtungen. Stipendiaten sollen, neben starken akademischen Leistungen, ein hohes Maß an Eigeninitiative und gesellschaftlichen Gestaltungswillen aufweisen. Die Stiftung sieht ihre Aufgabe darin, das Potenzial ihrer Stipendiaten zu entwickeln. Dazu steht den über 1.900 Stipendiaten ein studienbegleitendes Förderprogramm (z. B. in Form verschiedener Seminare) offen. Sie erhalten zudem Stipendien aus Mitteln des Bundesministeriums für Bildung und Forschung.
Das Förderwerk umfasst 46 Stipendiatengruppen, davon vier im Ausland (London, Paris, Wien, Zürich). Alle Gruppen werden von einem Vertrauensdozenten, einem Vertrauensmanager, einem Vertrauensschulleiter, einem Vertrauensalumnus und einem Mitarbeiter der Stiftung betreut.
Die Mittel des Förderwerks stammen aus der öffentlichen Hand sowie aus Zuwendungen von der Bundesvereinigung der Deutschen Arbeitgeberverbände, rund 100 Förderunternehmen, unternehmensnahen Stiftungen und Privatpersonen.

## Bewerbung
Die Stipendiaten werden dabei nach folgenden Kriterien ausgewählt:
- Gesellschaftliches Engagement (z. B. Gremienarbeit an der Hochschule, Mitwirkung in Vereinen oder in einer Partei, ehrenamtliches Engagement in der Kirche oder sozialen Einrichtungen)
- Zielstrebigkeit
- Soziale Kompetenz
- Allgemeinbildung
- Fähigkeit zu vernetztem Denken
- Kommunikative Fähigkeiten
- Überdurchschnittliche Studienleistungen

Alle Kandidaten bewerben sich nach einer Prüfung der formalen Aufnahmekriterien über ein Online-Bewerbungsportal. Die besten Bewerber erhalten anschließend eine Einladung zu einem Vorauswahlgespräch mit einer Vertrauensperson und aktiven Stipendiaten der Regionalgruppe, zu der der Bewerber aufgrund des Universitätsstandortes zugeordnet werden würde. Wenn auch dieses Gespräch erfolgreich war, folgte bis zum Corona-Jahr 2020 ein zweitägiges Assessment-Center in Schloss Liebenberg, bei dem die endgültige Entscheidung über eine Aufnahme getroffen wurde. Mittlerweile finden die Auswahltage online statt.

## Förderung
Die Stiftung umschreibt ihre Förderleistungen mit den Punkten:
- Stipendienleistungen
- breit angelegtes Programm mit Seminaren, Akademien, Dialogforen, Trainings und vielfältiger Projektarbeit
- umfassende Betreuung
- stetig wachsendes Netzwerk

## Besondere Projekte
Seit 2005 schreibt die sdw in Kooperation mit der Heinz-Nixdorf-Stiftung den Wettbewerb Herausforderung Unternehmertum aus, um ihren Stipendiaten die Möglichkeit zu geben, unternehmerische Praxiserfahrungen zu sammeln und eigene Gründungsideen umzusetzen. Neben finanzieller Unterstützung für ihre Gründungsprojekte erhalten die Teilnehmer ein einjähriges Qualifizierungsprogramm, um unternehmerisches Know-how zu erwerben.
In Kooperation mit der innogy Stiftung für Energie und Gesellschaft bietet das Studienförderwerk Klaus Murmann zudem mit der Initiative Think Lab 2.0 – Transformation gestalten einen Ideenwettbewerb zur Realisierung von eigenen Projektvorhaben zur Energiewende.
Spezielle Förderprogramme richten sich im Studienkolleg an Lehramtsstudierende, bei der Nachwuchsinitiative chancengerechte Kitas (NicK) an Studierende der Kindheitspädagogik und bei markt.medien.machen an Studierende, die eine Karriere in den Medien anstreben mit Interesse an Wirtschaftsthemen. Im Veranstaltungsprogramm gibt es Seminare, die sich explizit an Stipendiaten dieser Förderprogramme richten. 

## Kooperationen und Partner
Kooperationen (Auswahl): Campus of Excellence der Commerzbank, Collège des ingénieurs, e-fellows.net, Frankfurt School of Finance & Management, Journalistische Nachwuchsförderung der Konrad-Adenauer-Stiftung, Karrieretag Familienunternehmen, Kühne Logistics University, Teach First Deutschland, Tönissteiner Kreis, youtrex, Zeppelin Universität.
Partner und Förderer (Auswahl): Accenture Stiftung, aim – Akademie für Innovative Bildung und Management Heilbronn-Franken, Commerzbank, Deutsche Bank Stiftung, Deutsche Kreditbank, Dieter Schwarz Stiftung, Hans Weisser Stiftung, Heinz Nixdorf Stiftung, innogy Stiftung für Energie und Gesellschaft, Robert Bosch Stiftung, Südwestmetall.

## Alumni-Netzwerk
Einige ehemalige Stipendiaten sind im Verein sdw Alumni organisiert mit dem Zweck der Förderung und Unterstützung der aktuellen Stipendiaten. Das Netzwerk wurde 1999 gegründet und hatte im Jahr 2022 knapp 2700 Mitglieder.